# Гастингс, Эдриан
Эдриан Гастингс (англ. Adrian Christopher Hastings; 23 июня 1929, Куала-Лумпур — 30 мая 2001, Лидс) — британский историк церкви, а также специалист в области истории наций и национализма, теолог и правозащитник, священник Римско-католической церкви, в частности в Африке. В 1985–1996 гг. — профессор богословия, руководитель кафедры теологии и исследования религии в Университете Лидса; эмерит. В 1985–2000 гг. — главный редактор журнала «Религия в Африке». Автор 21 монографии. Стал известен благодаря статье в газете "Таймс", в которой рассказал о произошедшем в селении Вирияму в Мозамбике в декабре 1972 года. Утверждалось даже, что его книга-разоблачение Wiryamu (1974), переведённая на семь языков, сыграла свою роль в начале «революции гвоздик» в Португалии.
Магнум опус — The Church in Africa 1450–1950 (1994).

## Биография
В Куала-Лумпуре его отец вел юридическую практику. Семья переехала в Грейт-Малверн в Вустершире, когда Эдриану было два года. Уже в восемь лет он решил стать священником.
Выпускник Оксфордского университета (1949), где изучал историю, окончил также папский Университет св. Урбана в Риме, где получил степень доктора богословия (1958). В 1955 г. рукоположён в священный сан. Получив докторскую степень, отправился в Уганду. Там он год проработал викарием и шесть лет преподавал в семинарии. Он переехал в Танзанию в 1966 году, а два года спустя – в Замбию. В 1970 году обострение малярии и сомнения по поводу роли белого теолога в новой независимой Африке побудили его вернуться на родину. Занимал академические должности в колледже Селли Оук в Бирмингеме, затем (1973–1976) в Школе восточных и африканских исследований в Лондоне, в 1976–1982 - в Абердинском университете. С 1982 по 1985 год был профессором религиоведения в Университете Зимбабве, после чего занял должность профессора богословия в Университете Лидса - до своего выхода на пенсию в 1994 году. 
Предлагался для избрания в члены Британской академии, но умер до проведения официальных выборов. Осталась вдова.

## Теория национальности
Идея нации не только имеет европейское происхождение, но и реализовалась она наиболее полно в странах европейской культуры. Тому есть две причины. Первая, духовная, – христианство.
Нация, и национализм – типично христианские явления, которые, коль скоро они встречаются где-либо еще, сделались таковыми в процессе вестернизации и подражания христианскому миру, даже если ему подражали в большей степени как западному, а не как христианскому. Единственное подлинное исключение из данного правила, которое я признаю, это евреи.
И дело не только в наличии архетипической библейской модели нации в виде богоизбранного народа или в созданных, благодаря деятельности христианских церквей, национальных языках и литературах. Безусловное равенство всех человеческих душ перед Богом, признание самоценности каждой человеческой личности, утверждаемое христианством, стало метафизической основой представления о естественности и неотъемлемости гражданских и политических прав для всех членов этноса. Современные историки пришли к выводу, что «та идея естественных прав, создание которой сразу в законченном виде долго приписывалось либеральным мыслителям XVII и XVIII веков, на самом деле принадлежит католическим канонистам, римским папам, профессорам католических университетов и католическим теологам» (Т. Вудс). Характерно, что идеология политической демократии самостоятельно не сформировалась ни в одной другой культуре, кроме европейской. В своей книге «Образование наций: этничность, религия и национализм» рассматривает национализм с точки зрения религии и утверждает, что все этнические общности формируются под влиянием религии, не меньше, чем под влиянием языка. По мнению Гастингса, евреи являются истинной протонацией, так как христианские нации приняли модель древнего Израиля из Ветхого Завета, а нации и национализм являются христианскими явлениями. Исследователь выделяет ряд пунктов о том, как христианство влияло на формирование нации. Э. Гастингс считает, что важным для формирования нации является не генетическое происхождение, а происхождение единых общностей с определённого момента истории народа. Таким истоком нации может быть крещение короля при обращении в христианство, как крещение Хлодвига для Франции, религиозный конфликт для Голландии, фигура национального святого, как святой Патрик для Ирландии. В Англии автор выделяет деятельность таких выдающихся личностей, как архиепископ Августин Кентерберийский, монах и автор «Церковной истории народа англов» Беда Достопочтенный, король Альфред Великий, а также англосаксонские короли Ине и Оффа. Не менее важным фактором является мифологизация угроз национальной идентичности. В Англии примером такого события послужил Пороховой заговор и национальный враг, предатель Гай Фокс, присутствие которого обостряет противостояние «своих» и «чужих». Пороховой заговор был возведён в ритуал с целью обеспечения социализации последующих поколений в рамках националистического и религиозного мировоззрения. Ритуализация подобных событий делает их мощным инструментом продвижения национализма.
Несмотря на то, что трактовка нации как модернового государственного конструкта превратилась в научную ортодоксию, раздаются голоса сторонников “еретической” точки зрения, согласно которой нации начинают складываться в Средние века. В качестве наиболее очевидного примера средневековой нации обычно приводится Англия, но ревизионистская концепция теории нации и национализма, выдвинутая Адрианом Гастингсом применительно к Англии, вполне приложима и к другим странам.